# Pierre Bouladou
Pierre Bouladou, né le 18 novembre 1925 à Montpellier et mort le 29 décembre 2022 dans la même ville, est un haltérophile français.

## Carrière
Pierre Bouladou termine sixième du concours d'haltérophilie aux Jeux olympiques d'été de 1948 dans la catégorie des moins de 75 kg. Il remporte la même année la médaille d'or des Championnats d'Europe d'haltérophilie 1948 dans la même catégorie.  